# Friedrich Wolff (Ingenieur)

Friedrich Wolf als Corpsstudent 1919

Friedrich Wolff (* 7. September 1900 in Berlin; † 7. Juli 1985 in Wilhelmshaven) war ein deutscher  Ingenieur und Industrieller.

## Leben
Friedrich Wolff, der noch 1918 als Kriegsfreiwilliger und Fahnenjunker am Ersten Weltkrieg teilgenommen hatte, begann mit Kriegsende im Wintersemester 1918/19 an der Technischen Hochschule Berlin-Charlottenburg ein Studium der Ingenieurwissenschaften und schloss sich noch im gleichen Semester dem Corps Saxonia-Berlin an. Das Studium schloss er als Dipl.-Ing. ab. 1927 wurde er zum Dr.-Ing. promoviert.
Seine berufliche Laufbahn begann er in Berlin bei der Selas AG. Danach wechselte er zur Marinewerft in Wilhelmshaven. Nach dem Zweiten Weltkrieg baute er als Mitgesellschafter der Linde AG das Sauerstoffwerk in Wilhelmshaven und später das Azetylenwerk in Emden. Über 15 Jahre hatte er den Vorsitz im allgemeinen Wirtschaftsverband Wilhelmshaven inne.

## Auszeichnungen
- 1967 wurde Friedrich Wolff für seine Leistung beim Wiederaufbau nach dem Zweiten Weltkrieg mit dem Bundesverdienstkreuz Erster Klasse ausgezeichnet.